# Dino Toppmöller
Dino Toppmöller (ur. 23 listopada 1980 w Wadern) – niemiecki piłkarz grający na pozycji napastnika, trener piłkarski. Syn szkoleniowca Klausa Toppmöllera. Obecnie pełni funkcję trenera klubu Eintracht Frankfurt.